# Lopătari
Lopătari è un comune della Romania di 4 227 abitanti, ubicato nel distretto di Buzău, nella regione storica della Muntenia.
Il comune è formato dall'unione di 11 villaggi: Brebu, Fundata, Lopătari, Lerea, Luncile, Pestrițu, Plaiul Nucului, Ploștina, Potecu, Săreni, Vîrteju.
Nel territorio del comune è visibile un fuoco naturale, dell'altezza di circa 50 cm., alimentato costantemente da un trafilamento di gas naturale dal sottosuolo.
Un'altra attrattiva turistica del comune è il Lago Mociaru, a circa 2 km dal paese.

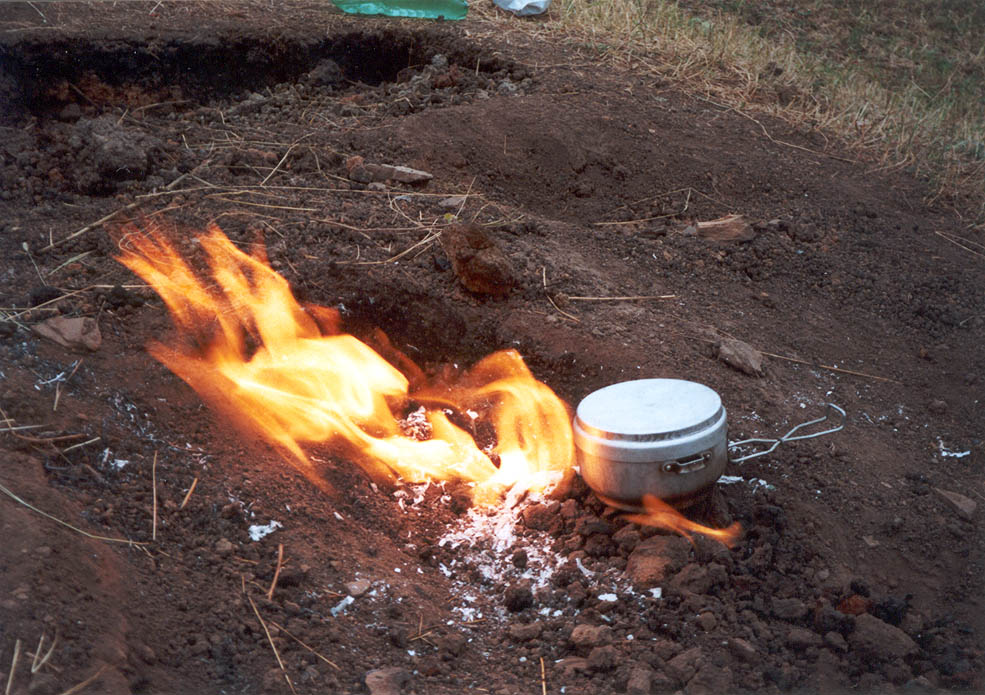
Il fuoco naturale